# Portsmouth Saturday Football League
Portsmouth Saturday Football League là một giải bóng đá nằm ở Hampshire, Anh, thành lập năm 2000. 
Hiện tại giải có 2 hạng đấu, cao nhất là Premier Division, nằm ở Cấp độ 12 của Hệ thống các giải bóng đá ở Anh. Các đội bóng ở đây có thể thăng hạng Hampshire Premier League Division One.

## Các câu lạc bộ mùa giải 2015–16
Premier Division
- Budd
- Carberry
- Horndean Hawks
- Horndean United
- Southsea United
- Widbrook United
- Widley Wanderers
- Wymering

Division One
- AFC Ventora
- Bishop's Waltham Dynamos Sports Dự bị
- Burrfields
- Drayton Town
- Fareport Town
- Portchester Rovers
- Portsmouth Water
- Segensworth

## Các đội vô địch gần đây
| Mùa giải | Premier Division | Division One      | Division Two              |
| -------- | ---------------- | ----------------- | ------------------------- |
| 2004–05  | Envy             | Co-op             | Fleur-de-Lys              |
| 2005–06  | Wymering         | Kingston Arrows   | Castle United             |
| 2006–07  | Wymering         | Horndean United   | Hayling Billy             |
| 2007–08  | Horndean United  | St. Helena Bobs   | Portsea Community         |
| 2008–09  | Wymering         | Portsea Community | Portsmouth Kurdish United |

| Mùa giải | Premier Division          | Division One     | Division Two          | Division Three |
| -------- | ------------------------- | ---------------- | --------------------- | -------------- |
| 2009–10  | University of Portsmouth  | Fleur de Lys     | Southside             | Mead End       |
| 2010–11  | Waterlooville Social Club | NAP Construction | St. Helena Bobs Dự bị | Horndean Hawks |
| 2011–12  | Baffins Milton Rovers     | BSS Portsmouth   | Horndean Hawks        | Valley         |

| Mùa giải | Premier Division          | Division One        | Division Two     |
| -------- | ------------------------- | ------------------- | ---------------- |
| 2012–13  | Waterlooville Social Club | Horndean Hawks      | Segensworth      |
| 2013–14  | Waterlooville Social Club | Cosham Park Rangers | Budd             |
| 2014–15  | Meon Milton Athletic      | Budd                | Widley Wanderers |